# Сухин, Александр Иванович
Александр Иванович Сухин (1923—1943) — сержант Рабоче-крестьянской Красной Армии, участник Великой Отечественной войны, Герой Советского Союза (1943).

## Биография
Александр Сухин родился 15 августа 1923 года в селе Васильевка (ныне — Матвеевский район Оренбургской области). Окончил семилетнюю школу в Кузькино и школу фабрично-заводского ученичества. Проживал в Читинской области, работал забойщиком на золотых приисках. В июле 1942 года Сухин был призван на службу в Рабоче-крестьянскую Красную Армию. Окончил школу младшего комсостава. С конца 1942 года — на фронтах Великой Отечественной войны, командовал отделением 78-го гвардейского стрелкового полка 25-й гвардейской стрелковой дивизии 6-й армии Юго-Западного фронта.
2 марта 1943 года Сухин в составе своего взвода, которым командовал лейтенант Широнин, участвовал в отражении контратак немецких танковых и пехотных частей у железнодорожного переезда на южной окраине села Тарановка Змиёвского района Харьковской области Украинской ССР. В тех боях Сухин погиб. Похоронен в братской могиле на месте боя.
Указом Президиума Верховного Совета СССР «О присвоении звания Героя Советского Союза начальствующему и рядовому составу Красной Армии» от 18 мая 1943 года за «образцовое выполнение боевых заданий командования на фронте борьбы с немецкими захватчиками и проявленные при этом отвагу и геройство» был удостоен посмертно высокого звания Героя Советского Союза. Также посмертно был награждён орденом Ленина.
Обелиски в память Сухине установлены в сёлах Васильевка и Кузькино, в его честь названы улица и школа.